# Honen Shonin
Hōnen (法然, 13 de maio de 1133 – 29 de fevereiro de 1212) foi um dos mais influentes sábios e santos do Budismo japonês. Ele nasceu na região de Okayama, no sul da ilha de Honshu, onde também estão Tóquio e Quioto, e morreu em Quioto, então capital do Japão Imperial. 
A despeito da rigorosa formação teológica que recebeu desde criança em mosteiros no Monte Hiei, o principal centro de formação budista no Japão de então, e de sua viva e profunda inteligência, não se tornou um monge pedante, mas, pelo contrário utilizou seu imenso conhecimento das escrituras budistas e dos comentários dos melhores autores para oferecer a muitos uma via de salvação. 
Hônen se notabilizou pelo Nembutsu, ou recitação ritual do Nome do Buda. Diferentemente das demais correntes do Budismo de então, Hônen sustentou corajosamente que a fé na compaixão do Buda Amida, conjugada com a invocação de seu Nome, leva certamente à salvação póstuma, ou, nos termos do Budismo devocional, ao nascimento na Terra Pura do Buda.
O caminho de realização que ele ofereceu foi logo adotado por multidões de japoneses, que passaram a ter na prática diária do Nembutsu seu alimento espiritual. Hoje, a recitação do Nome Santo no Budismo está difundida por todo o mundo.
A doutrina que fundamenta o Nembutsu é, ademais, de caráter universal, como mostra a Filosofia Perene. Praticamente toda grande tradição religiosa da humanidade possui um método análogo. No Cristianismo, entre os cristãos católicos, um dos maiores expositores de método mais ou menos semelhante foi São Bernardino de Siena (século XV), que divulgou em praças públicas de toda a Itália a invocação do Santíssimo Nome de Jesus. 
Ainda no Cristianismo, entre cristãos ortodoxos, o centro de prática semelhante é o Monte Athos, na Grécia; lá, duas dezenas de mosteiros, com alguns milhares de monges, na recitação ritual do Santíssimo Nome, na forma da denominada "oração do coração", têm sua principal prática espiritual. São Gregório Palamas foi o grande defensor desta prática no Cristianismo oriental. 
No mundo islâmico, o Dhikr das confrarias esotéricas sufis tem também semelhante significado espiritual ao Nembutsu de Hônen e da Invocatio de São Bernardino.